# Lobelia australiensis
Lobelia australiensis är en klockväxtart som beskrevs av Thomas G. Lammers. Lobelia australiensis ingår i släktet lobelior, och familjen klockväxter. Inga underarter finns listade i Catalogue of Life.